# Nowa Wieś (gmina Suwałki)
Nowa Wieś – wieś w Polsce położona w województwie podlaskim, w powiecie suwalskim, w gminie Suwałki.
W latach 1975–1998 miejscowość administracyjnie należała do województwa suwalskiego.

## Środowisko naturalne
W okolicy wsi znajduje się kilka jezior m.in.: Gałęziste i Koleśne. W pobliżu znajdują się też lasy w większości sosnowo-świerkowe. Bezpośrednio przylega do Wigierskiego Parku Narodowego. Na jeziorach i strumieniach można czasem spotkać żeremie, czyli dom bobra.

## Instytucje
- Ochotnicza Straż Pożarna w Nowej Wsi

## Edukacja i nauka
- Szkoła Podstawowa im. Jana Pawła II w Nowej Wsi.

## Turystyka
- Informacja i baza turystyczna w Nowej Wsi jest słabo rozwinięta.
- Przenocować można w Integracyjnym Centrum Wypoczynku Edukacji i Rehabilitacji WBN "Maniówka" (ośrodek wyposażony jest w udogodnienia dla osób niepełnosprawnych) lub w jednej z prywatnych kwater.